# Eulepidosaphes pyriformis
Eulepidosaphes pyriformis är en insektsart som först beskrevs av William Miles Maskell 1879.  Eulepidosaphes pyriformis ingår i släktet Eulepidosaphes och familjen pansarsköldlöss. Inga underarter finns listade i Catalogue of Life.